# 常寧遊樂場

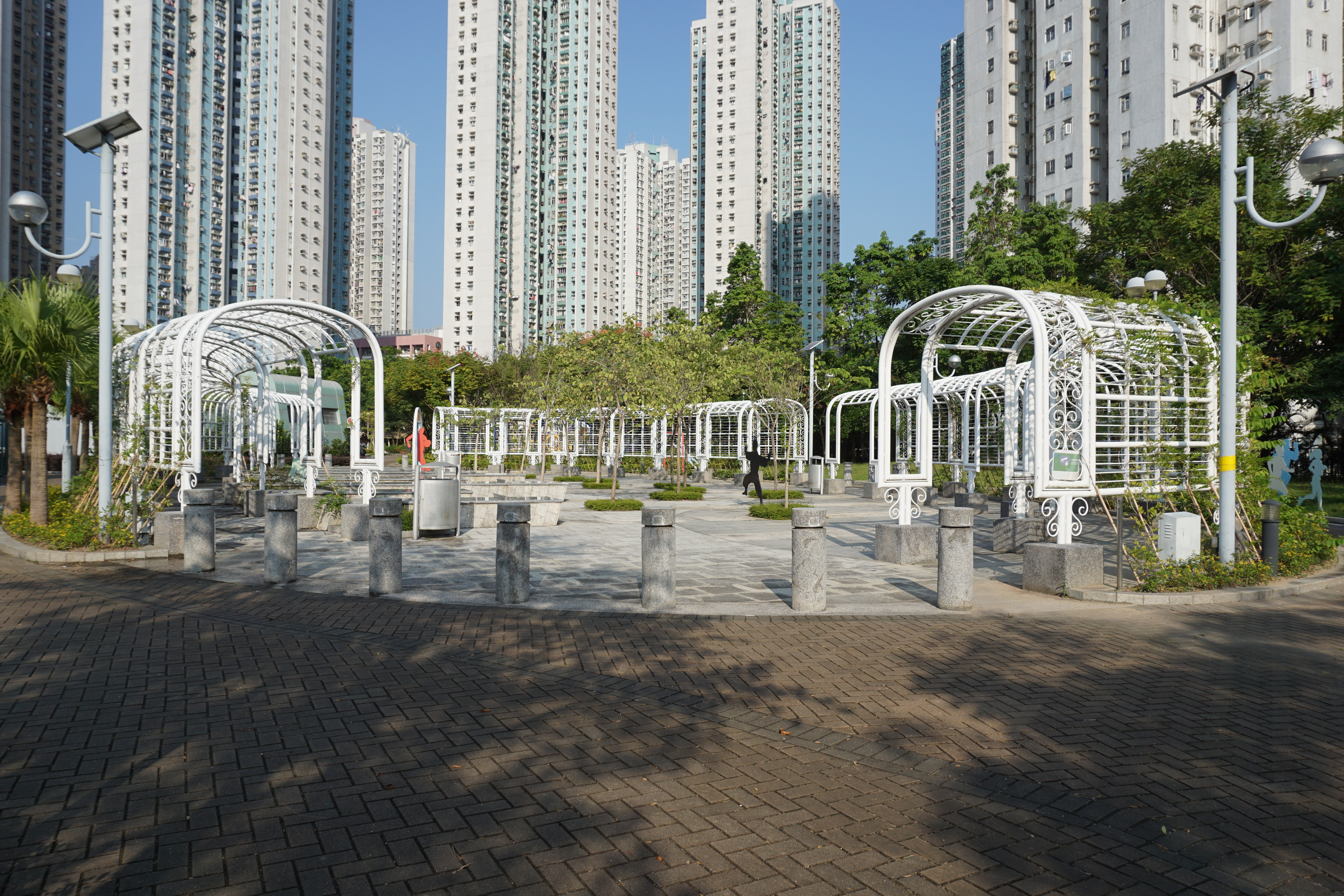
中央廣場

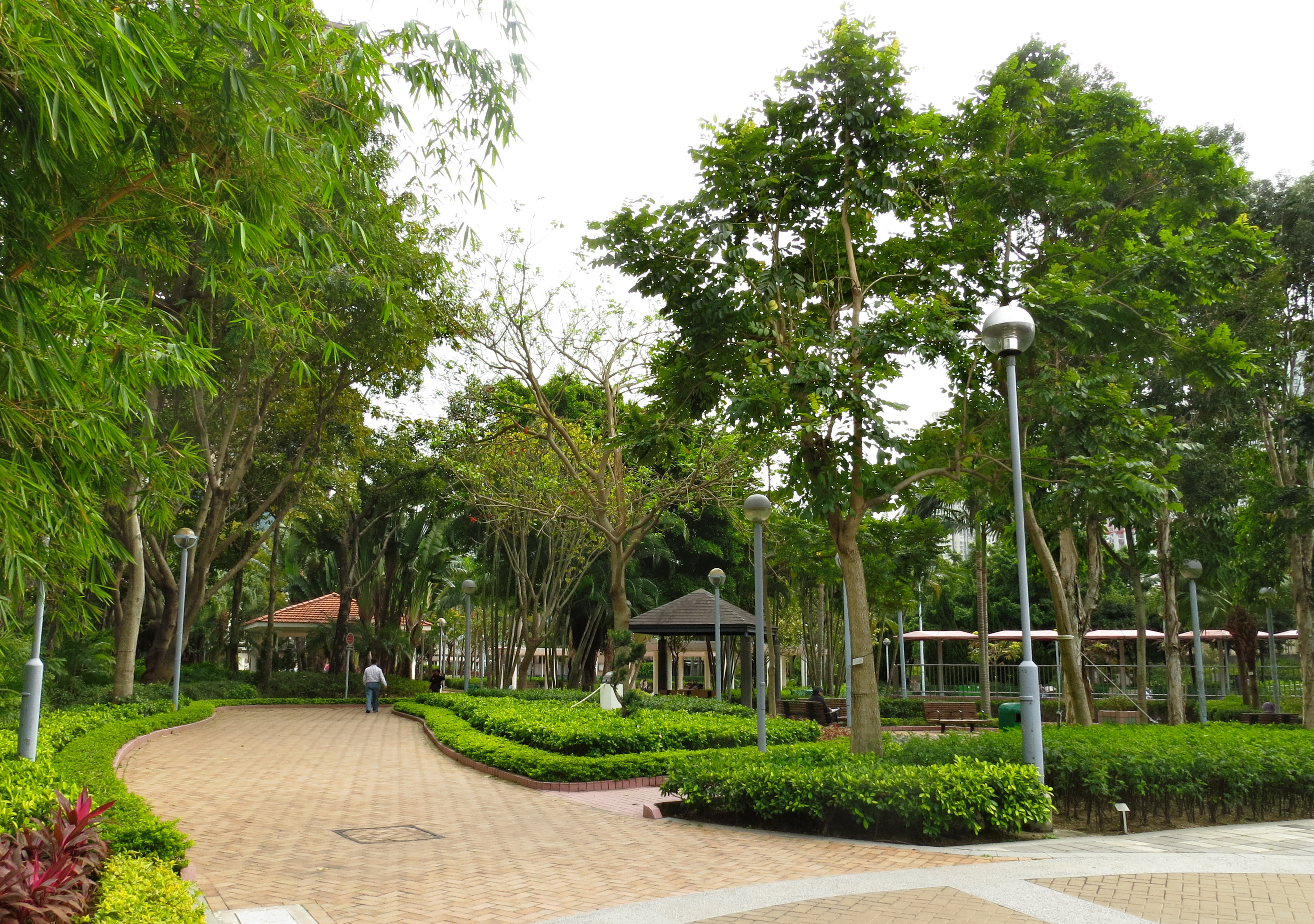
園景

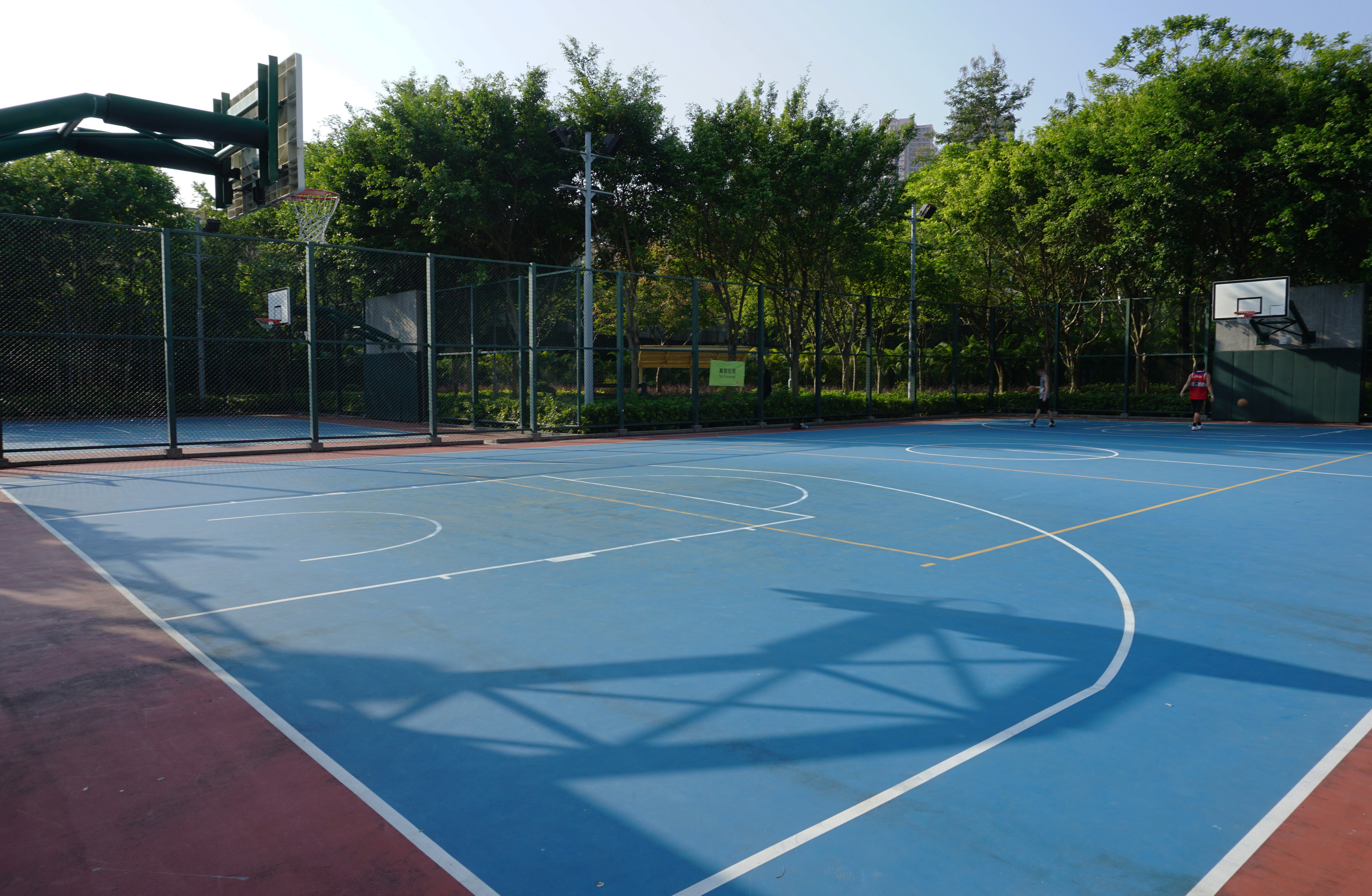
籃球及排球場

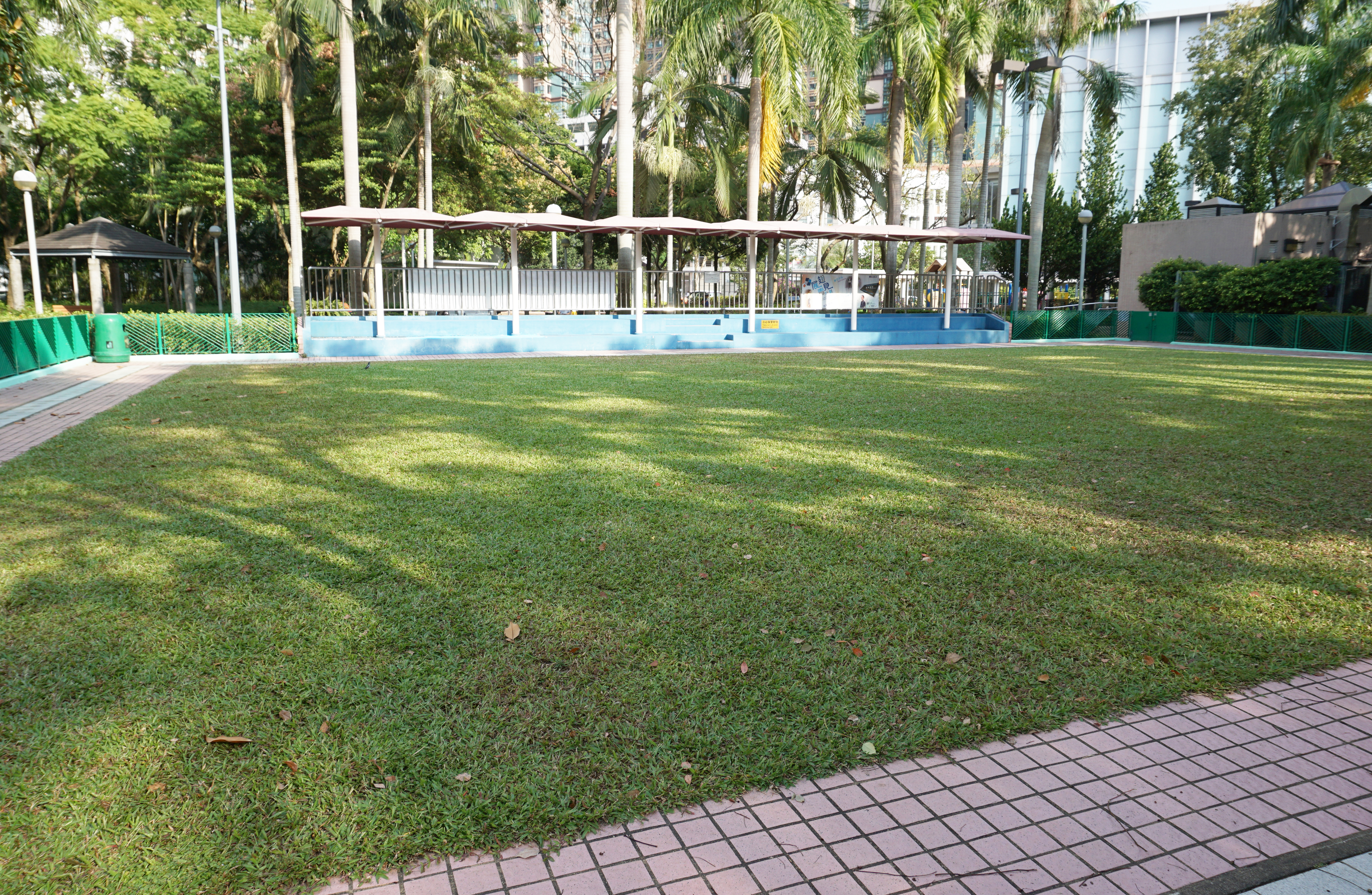
門球場

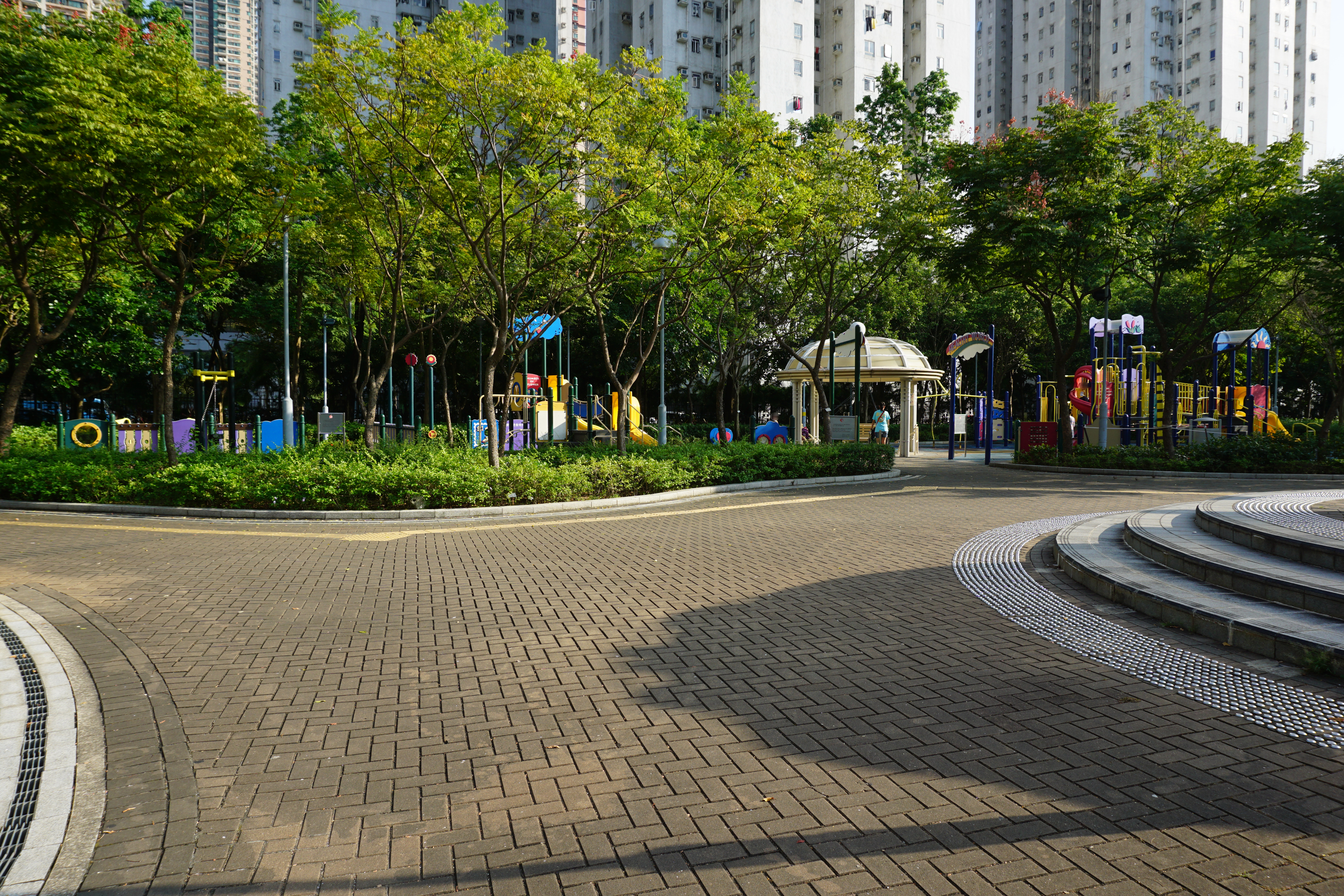
兒童遊樂場

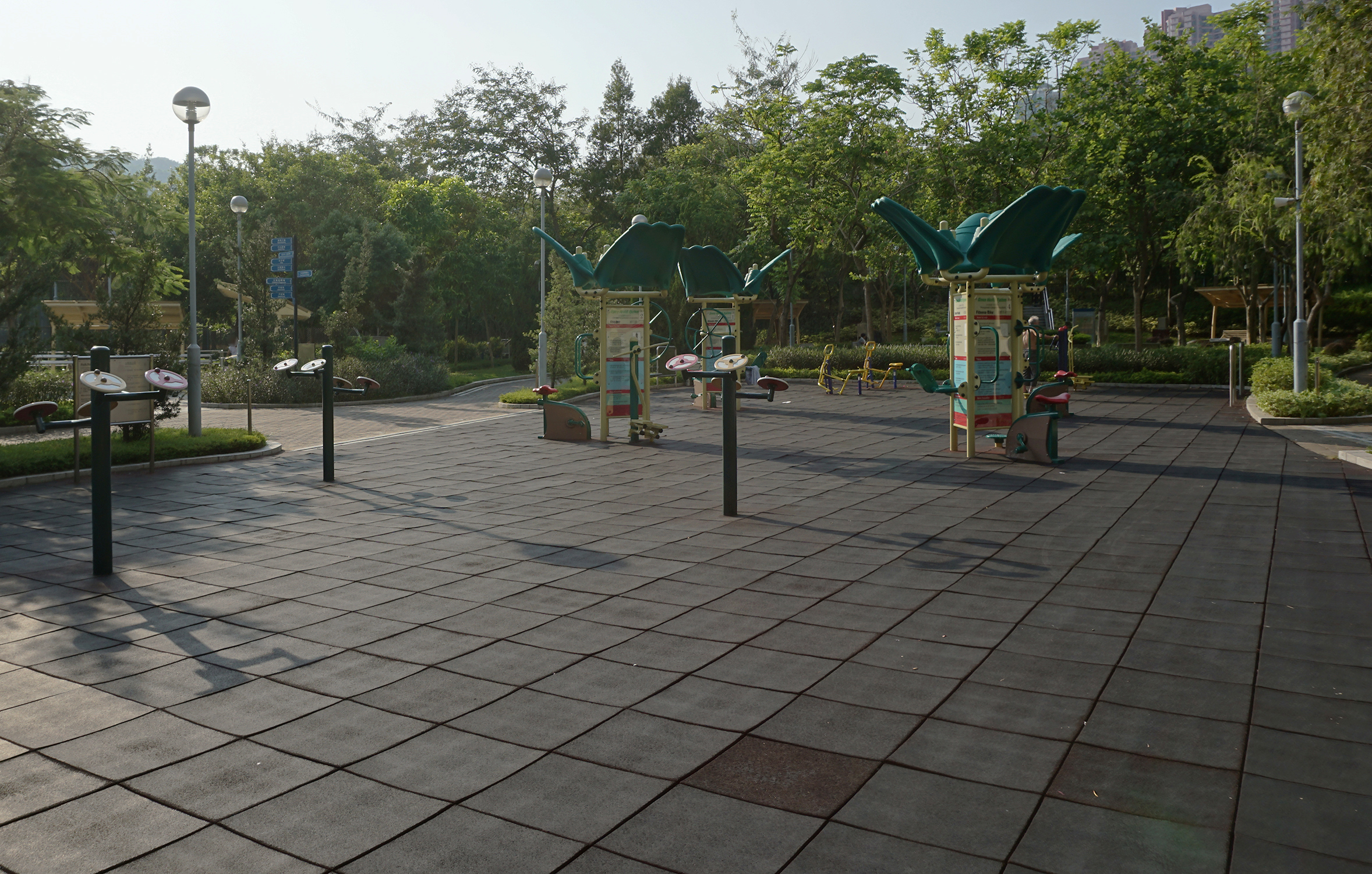
長者健體園地

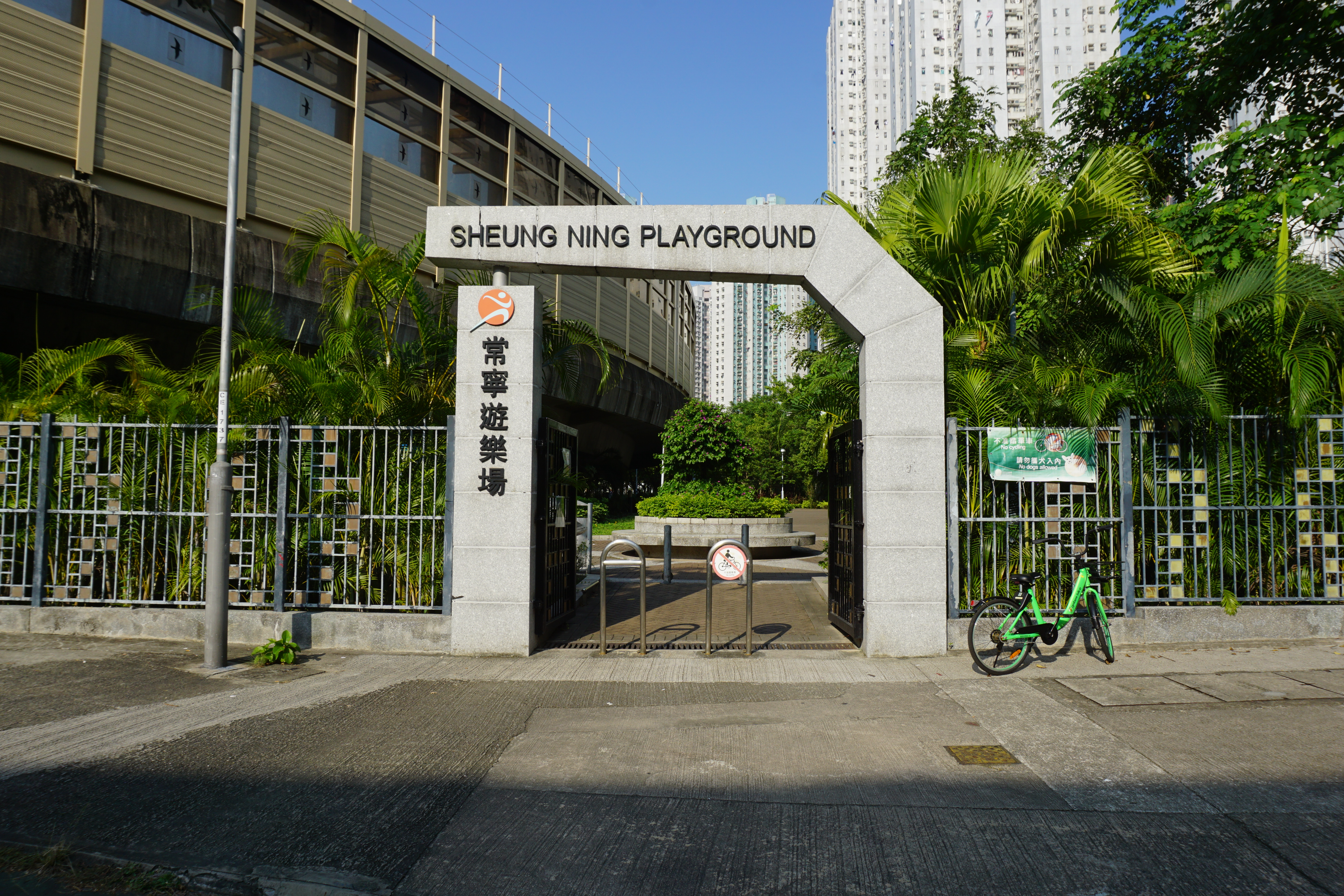
入口

常寧遊樂場（英語：Sheung Ning Playground）位於香港新界將軍澳新市鎮，由康樂及文化事務署管轄。遊樂場位處寶順路與環保大道交界處附近，北面為將軍澳體育館和將軍澳游泳池，南面為將軍澳運動場，與坑口安寧花園及頌明苑相鄰。

## 設計
常寧遊樂場分兩階段落成，首階段在臨時區域市政局時期落成，場內有2個門球場和園景設施，座落於安寧花園與環保大道旁的將軍澳第40區。
第二階段佔地2.2公頃，工程由2006年12月展開，至2008年10月竣工。場內設施有大草坪和園景區的花園、設有健身站和遍植開花樹木的500米長緩跑徑、3個設有泛光燈的籃球場、1個提供共融遊樂設施的兒童遊樂場、設有卵石步行徑的長者健體園地及太極園地，以及草藥園與社區園圃。此部份前身為將軍澳隧道公路和地下鐵路的建築工地，屬將軍澳第40A區範圍，遊樂場在該等工程完成後隨即落實建造。現時，遊樂場已實施全面禁煙。
遊樂場雖有高架行車天橋通過，而且天橋其中一段亦頗接近地面，但天橋外牆具裝飾效果的隔音屏障和裝置，令天橋與公園設施和園境花園融為一體，減低天橋對周邊景觀的影響和車輛噪音對公園使用者的滋擾。

## 社區園圃
為鼓勵市民將綠化活動生活化，積極參與鄰里層面的綠化活動，及透過體驗種植的樂趣來培養綠化環保的意識，康樂及文化事務署由2004年2月起推行社區園圃計劃，讓參加者在合資格的導師指導下，在鄰近的公園學習種植觀賞花卉或蔬菜瓜果，並且將收成帶走。常寧遊樂場成為西貢區首個及唯一設有社區園圃的地點，佔地510平方米，共設有35個小園圃。

## 寵物公園
2011年初，位於將軍澳隧道公路天橋下，以及常寧遊樂場旁的1,250平方米空地，試驗性闢為臨時寵物公園，供市民與寵物遊玩。

## 圖像

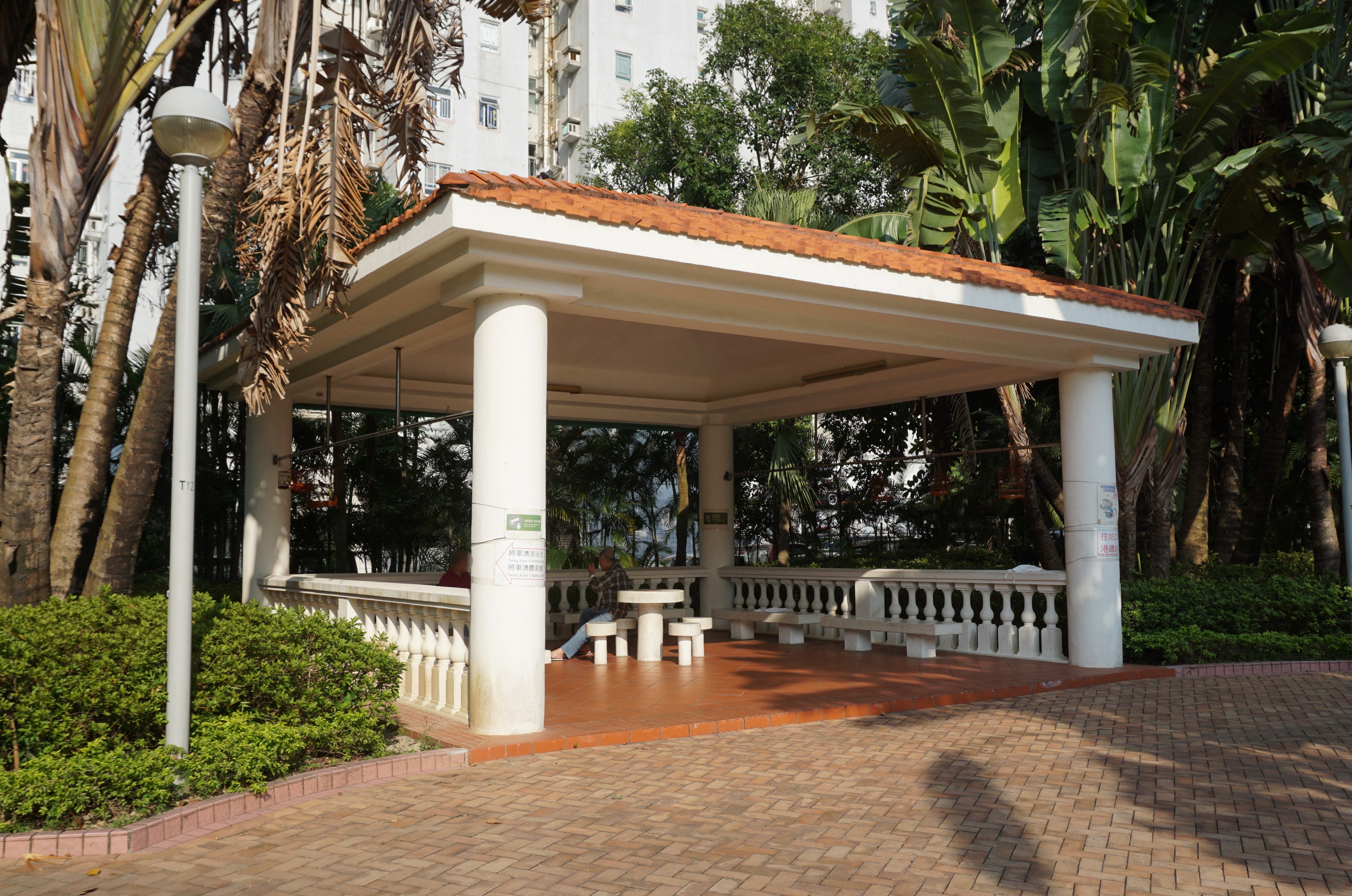
涼亭及棋藝角
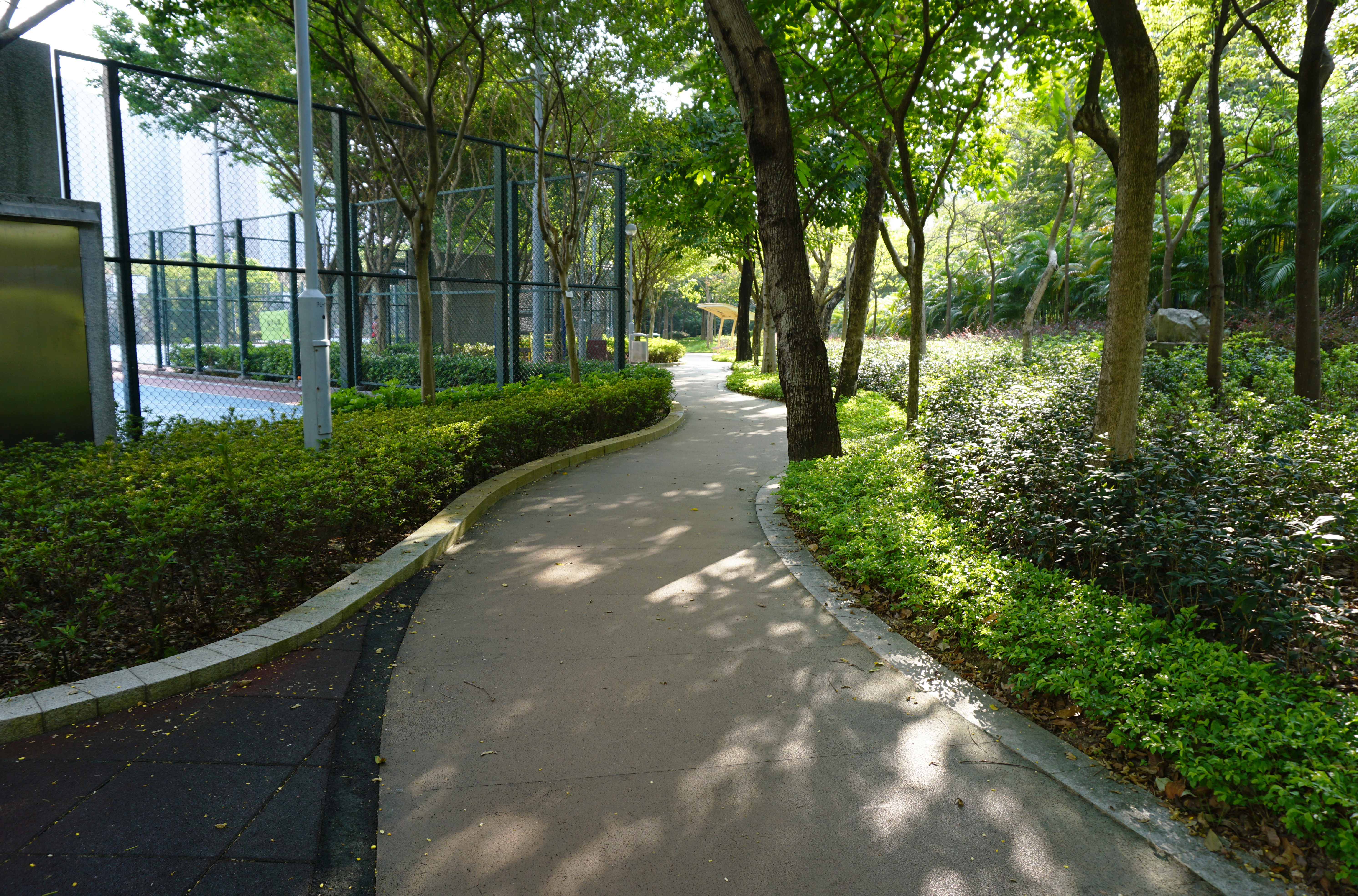
緩跑徑
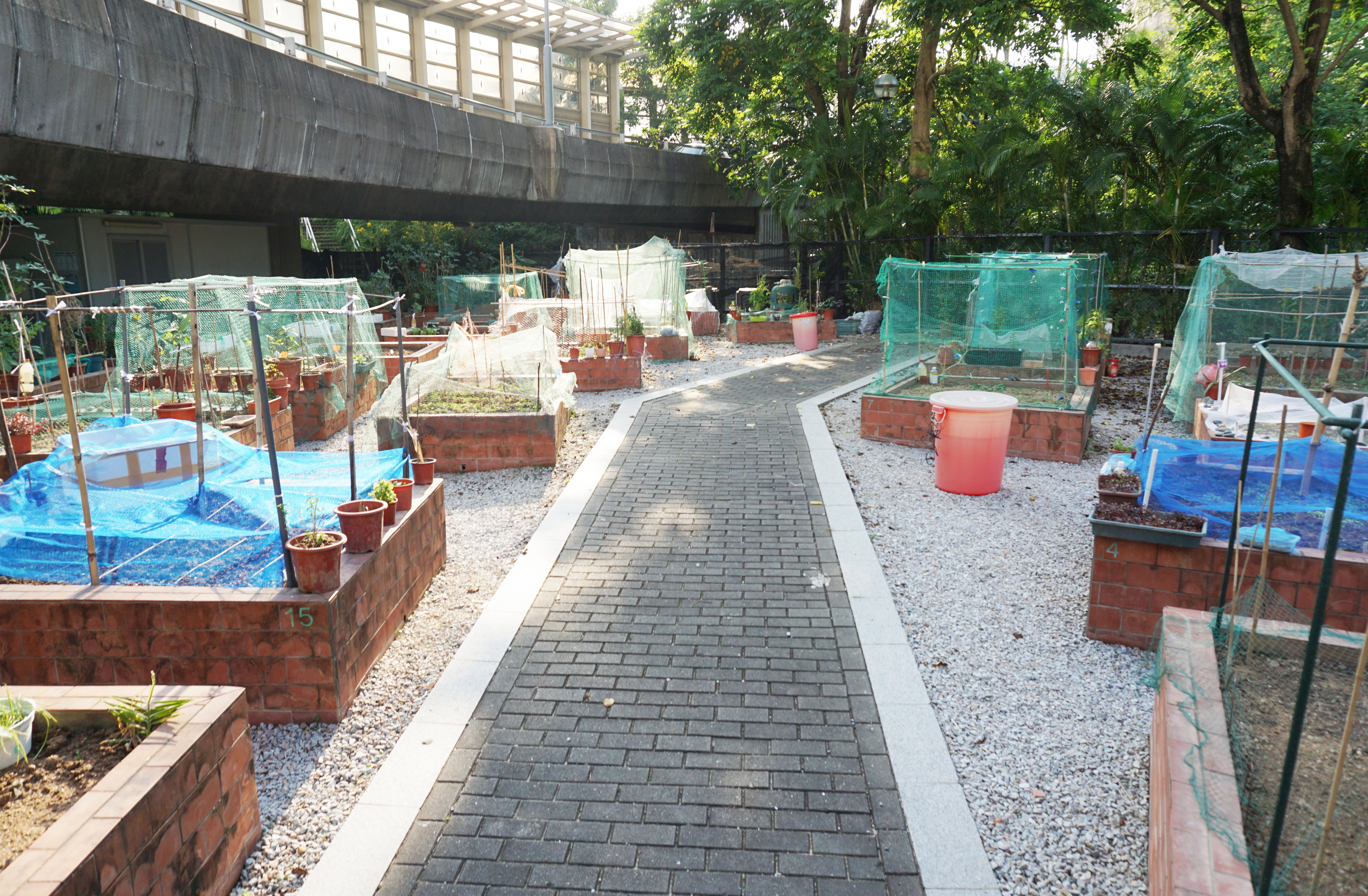
社區園圃
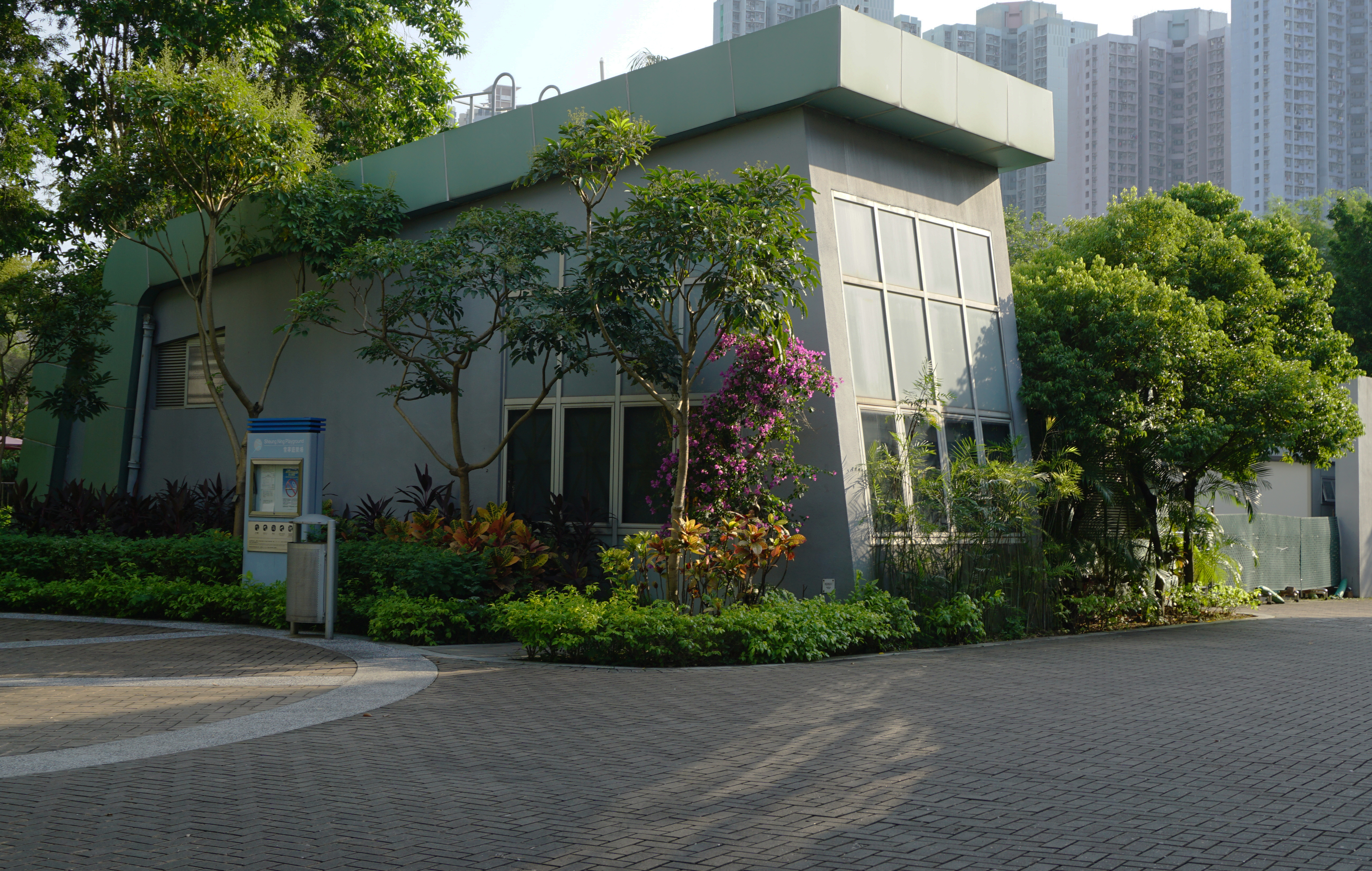
服務大樓
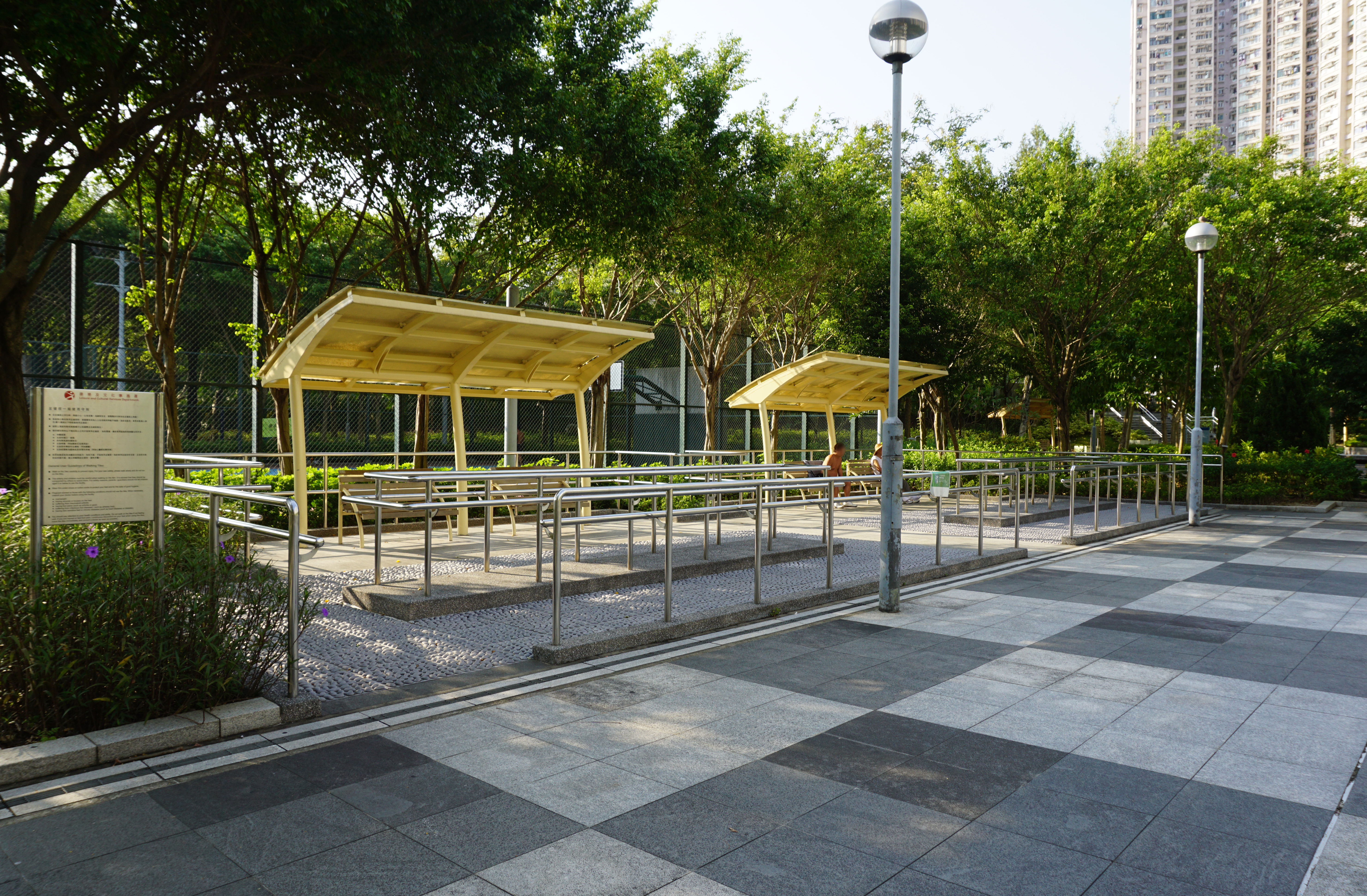
足健徑
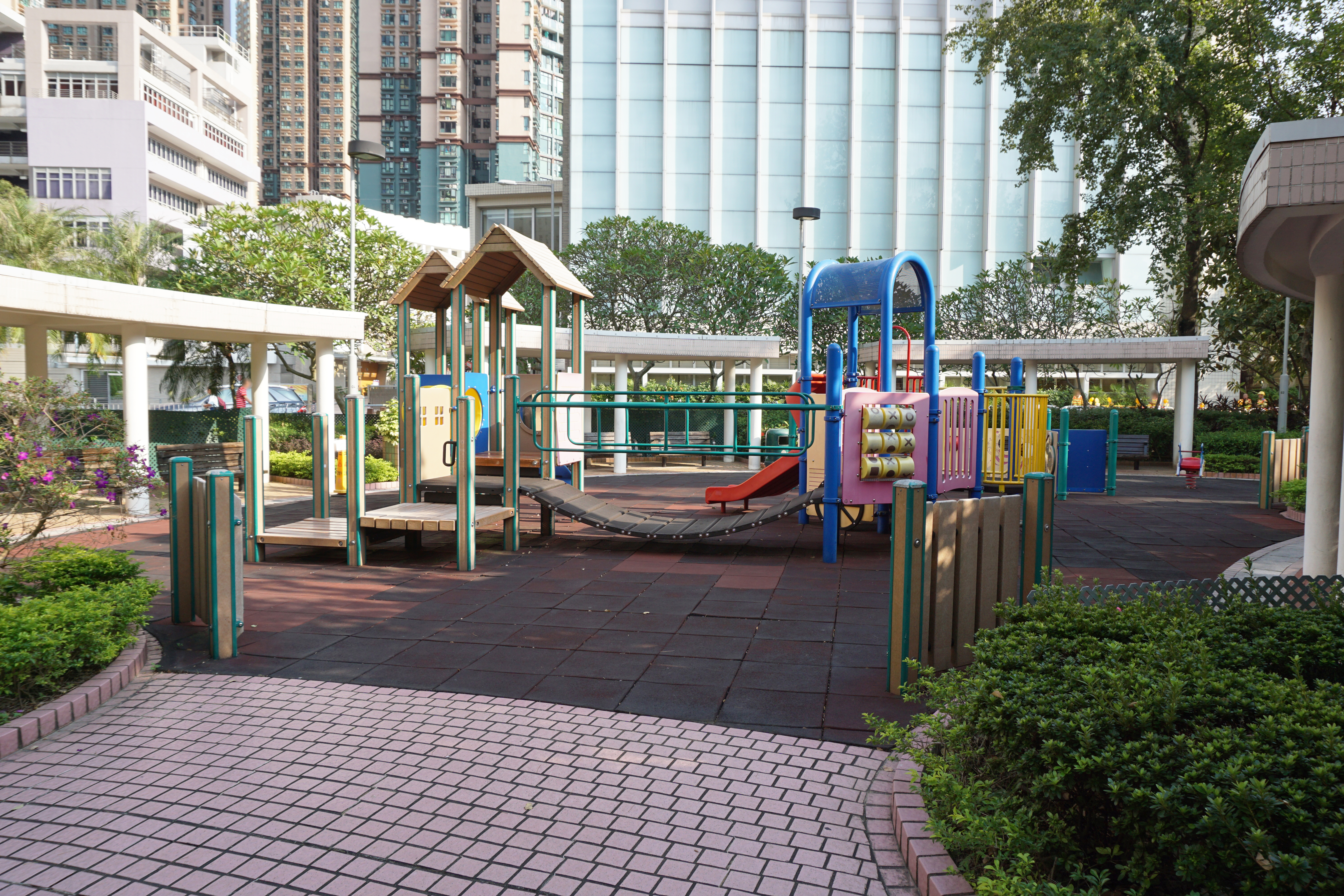
兒童遊樂場（2）
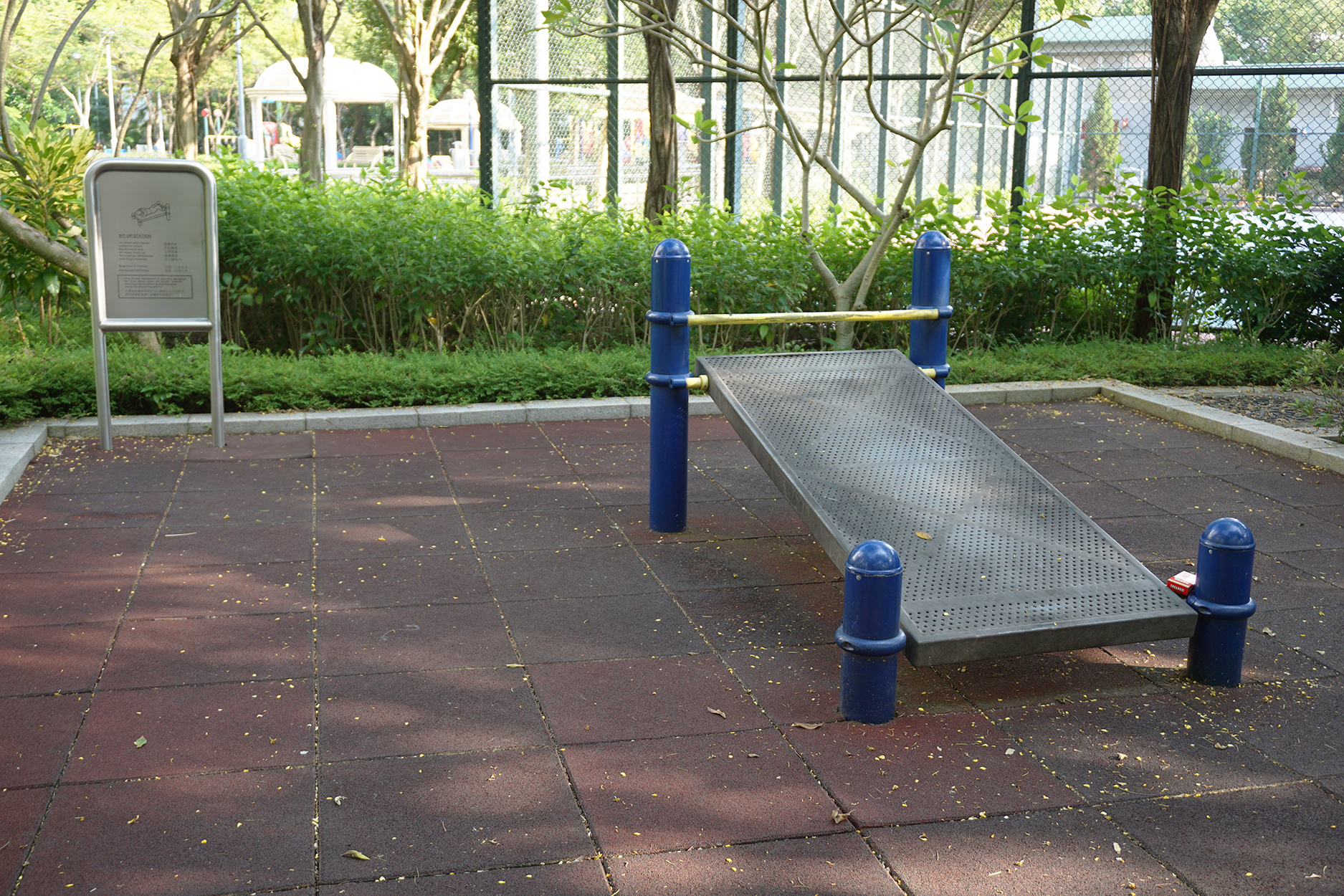
健身站
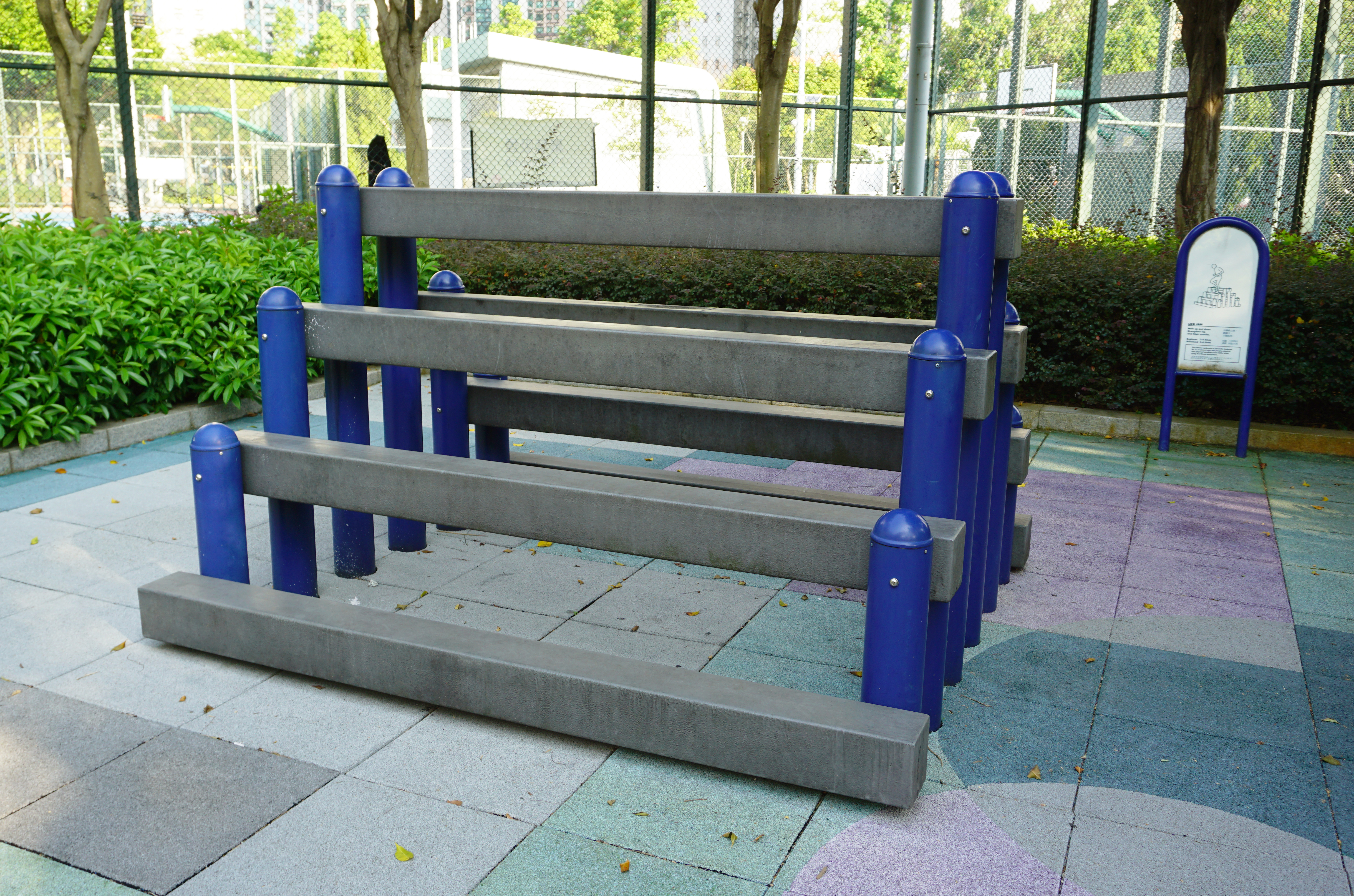
健身站（2）

## 外部連結
- 立法會財務委員會工務小組委員會討論文件 2006年4月26日 將軍澳第40A區地區休憩用地 （页面存档备份，存于）
- 香港青年協會－常寧遊樂場[永久]
- 康樂及文化事務署－共融遊樂設施（西貢區）
- 康樂及文化事務署－門球場（西貢區）
- 康樂及文化事務署－公眾遊樂場 禁煙、不禁煙及設有吸煙區的場地（西貢區）
- 康樂及文化事務署－社區園圃計劃
- 民政事務局－寵物公園 （页面存档备份，存于）